# Helena Solberg
Helena Solberg   (Rio de Janeiro, 17 de juny de 1938) és una documentalista d'origen brasiler que, des de 1971, ha fet la seva carrera als Estats Units. És reconeguda com l'única dona que ha participat en el moviment "Cinema Novo" al Brasil.
El 1983, Solberg va rebre un Premi Emmy 
 per From the Ashes: Nicaragua Today, un documental sobre una nova societat que neix de l'agitació política a Centreamèrica i el paper que els EUA juguen a determinar el seu futur.

## Biografia
Helena Solberg va néixer a Rio de Janeiro, filla de pare noruec i mare brasilera, va viure durant molt de temps a Nova York, s'ha consolidat com a productora i directora de documentals a Brasil i els Estats Units. Va començar la seva carrera a partir del contacte amb grans noms de les noves pel·lícules, com Carlos Diegues i Arnaldo Jabor, una època en què va conviure amb ells durant els estudis a la Pontifícia Universidade Católica do Rio de Janeiro. Solberg va començar a l'adolescència treballant com a reporter al diari Metropolitano i com que parlava anglès i francès van entrevistar noms importants com l'escriptora Clarice Lispector i també la filòsofa Simone de Beauvoir i Jean Paul Sartre.
El seu debut com a cineasta es va produir l'any 1966 amb el curtmetratge A Entrevista. El 1969 va dirigir Meio-dia, una ficció sobre la revolta dels estudiants a l'aula, amb el context del període de la dictadura militar al Brasil, la música de Caetano Veloso É proibido proibir.
Als anys 70 es va instal·lar als Estats Units durant uns 30 anys, on va dirigir diverses produccions, entre elles: From the Ashes: Nicaragua Today (1982), que va guanyar al Premi Emmy de Notícies i Documentals. A partir dels anys 80, es va començar a produir una sèrie de documentals per a canals de televisió internacionals com HBO, PBS, Channel 4, Rádio e Televisão de Portugal, National Geographic Channel, entre d'altres.
El 1995, va produir, escriure i dirigir el seu primer llargmetratge, Carmen Miranda: Bananas is My Business, una barreja de recreació documental i de ficció sobre la vida de la cantant Carmen Miranda. Amb Bananas is my business va guanyar el premi a la millor pel·lícula del públic, la crítica i el jurat al Festival de Brasilia. La pel·lícula també va ser guardonada amb el Golden Hugo al millor documental al Festival Internacional de Cinema de Chicago i va ser seleccionada entre les 10 millors de la seva categoria pel crític Andrew Sarris.
El seu darrer treball i primer llargmetratge de ficció és Vida de Menina, basat en el llibre d'Alice Dayrell Caldeira Brant, guardonat amb sis premis al Festival de Gramado de 2004: Millor pel·lícula, guió, fotografia, banda sonora, direcció artística i millor pel·lícula del públic.
Té dos néts alemanys i una filla que viuen als Estats Units amb els dos fills.

## Temes
Les obres d'Helena Solberg ofereixen exemples de feminisme al cinema i de lluites amb la identitat. Dues de les seves pel·lícules, Carmen Miranda i Vida de Menina mostren interseccions entre aquests dos temes. En una entrevista amb l’actriu Kate Lyra, Solberg descriu el personatge de Vida de Menina com "molt transgressor, una noia sempre posant a prova els límits, sempre jutjant sobre tot i tothom que l'envolta i, en certa manera, és un microcosmos del Brasil.” Solberg utilitza les seves pel·lícules com a eines per aprendre, descrivint històries individuals com a exemples de temes i problemes més grans amb els quals la gent de tot el Brasil es pot identificar.

## Llegat
La seva tercera pel·lícula The Double Day (1975) es cita sovint com la primera pel·lícula feminista que cobreix Amèrica Llatina.El seu èmfasi en la diversitat també es reflecteix en el seu procés de producció, que es basa en equips de filmació contractats localment i en un equip de majoria femenina en el cas de "The Double Day". Segons Solberg, això anima els seus subjectes a sentir-se més còmodes durant les entrevistes.
Les anàlisis cinematogràfiques recents han criticat alguns dels seus treballs anteriors, com The Double Day, per homogeneïtzar Amèrica Llatina. Moltes de les seves pel·lícules estan destinades al públic dels Estats Units i, per tant, es narren exclusivament en anglès. Com a resultat, poques de les seves primeres pel·lícules s'han traduït a l'espanyol a causa de les limitacions pressupostàries.

## Filmografia selecta (directora)
| Any  | Títol                                  | Acreditada com                   | Notes |
| ---- | -------------------------------------- | -------------------------------- | --- |
| 1966 | A Entrevista                           | Director i productor             | |
| 1970 | Meio Dia                               | Director i productor             | |
| 1975 | The Double Day                         | Director i productor             | |
| 1975 | The Emerging Woman                     | Director i productor             | El curtmetratge The Emerging Woman es pot trobar en descàrrega lliure a Internet Archive. |
| 1978 | Simplesmente Jenny                     | Director i productor             | American Film Festival —Blue Ribbon Award |
| 1982 | From the Ashes: Nicaragua Today        | Director i coproductor           | Premi Emmy de notícies i documentals —Anàlisi/antecedents excepcionals d'una única història actual (programa) Festival Internacional de Cinema de Chicago —Premi Hugo de Plata Festival de Cinema Americà —Premi Red Ribbon Global Village Festival —Documental destacat |
| 1982 | The Brazilian Connection               | Director i coproductor           | Global Village Festival —Millor documental |
| 1983 | Chile: By Reason or By Force           | Director i coproductor           | |
| 1986 | Portrait of a Terrorist                | Director                         | |
| 1986 | Home of the Brave                      | Director i coproductor           | |
| 1987 | Made In Brazil                         | Director                         | |
| 1990 | The Forbidden Land                     | Director i coproductor           | —PBS International Award |
| 1995 | Carmen Miranda: Bananas is My Business | Narrador, director i coproductor | Festival de Brasília —Millor documental —Millor muntatge de so —Premi de la Crítica —Premi del Jurat Festival Internacional del Nou Cinema Llatinoamericà de l'Havana —Millor documental Festival Internacional de Cinema d'Uruguai —Millor documental Festival Internacional de Cinema de Chicago —Millor documental Encontro Internacional de Cinema de Portugal —Millor documental |
| 1997 | Brasil em Cores Vivas                  | Director                         | |
| 2005 | Vida de Menina                         | Director                         | Festival de Gramado —Millor pel·lícula —Premi del jurat popular —Millor fotografia —Millor direcció artística —Millor banda sonora —Millor Guió |
| 2009 | Palavra (En)cantada                    | Director                         | Grande Prêmio do Cinema Brasileiro —Millor documental |
| 2013 | A Alma da Gente                        | Director                         | Festival do Rio —Millor direcció |